# Coniacos
Los coniacos eran una de las tribus cántabras, que según Estrabón habitaban en los alrededores del nacimiento del Ebro. También dice de ellos que eran sumamente belicosos y que se entregaban al saqueo y a las incursiones. Se cree que su nombre es una desfiguración de Estrabón de la palabra concanos, aunque no se ha documentado más allá de señalar el parecido lingüístico en la nomenclatura de los clanes.